# Akhmed Kotiev
Akhmed Iakoubovitch Kotiev (en russe : Ахмед Якубович Котиев) est un boxeur russe, né le 15 janvier 1968 à Ordjonikidze (aujourd'hui Vladikavkaz).

## Carrière
Passé professionnel en 1991, il remporte le titre vacant de champion du monde des poids welters WBO le 14 février 1998 après sa victoire aux points contre Leonard Townsend. Kotiev défend 4 fois son titre puis est battu par Daniel Santos le 6 mai 2000. Il met un terme à sa carrière après ce combat sur un bilan de 27 victoires, 2 défaites et 1 match nul.

## Référence
1. ↑  (en) Ahmed Kotiev vs. Leonard Townsend (boxrec.com)